# Einstein Stiftung Berlin
Die Einstein Stiftung Berlin, eine gemeinnützige deutsche Stiftung des Landes Berlin, wurde 2009 gegründet, um Wissenschaft und Forschung am Standort Berlin zu fördern. Sie ist eine unabhängige und wissenschaftsgeleitete Einrichtung, die als Stiftung bürgerlichen Rechts ins Leben gerufen wurde. Die Stiftung unterstützt mit jährlich mehr als 20 Millionen Euro fächer- und institutionenübergreifend die Wissenschaft und Forschung in und für Berlin. Mehr als 200 Wissenschaftler und Wissenschaftlerinnen, über 70 Projekte und sieben Einstein-Zentren wurden bis 2023 gefördert.

## Stiftung

### Finanzierung
Die Finanzierung der Fellowships und Professuren wird aus Erlösen des Stiftungskapitals von fünf Millionen Euro und Landesmitteln sichergestellt. Zusätzlich erhält die Stiftung private Fördermittel: Damp-Stiftung und Wübben Stiftung Wissenschaft werden die Stiftung bis voraussichtlich 2031 mit insgesamt ca. 31 Mio. € unterstützen. Zudem erhält die Stiftung „Matching Funds“, das heißt für jeden privat generierten Euro erhält die Stiftung 50 Cent vom Land Berlin.

### Zweck und Ziele der Stiftung
Zweck der Stiftung ist die Förderung von Wissenschaft und Forschung auf internationalem Spitzenniveau in Berlin. Erreicht werden soll dieser durch verschiedene Zielsetzungen. Dazu gehören die institutionsübergreifende Förderung von Berliner Forschungsprojekten, Berufungen herausragender Wissenschaftlerinnen und Wissenschaftler an den Standort Berlin, gezielte Nachwuchsförderung sowie die bessere Zusammenarbeit zwischen universitären, außeruniversitären und privatwirtschaftlichen Einrichtungen.

### Wissenschaftskommunikation
Neben der direkten Förderung von Forschungsvorhaben und Wissenschaftlern ist eine zentrale Aufgabe der Stiftung die Wissenschaftskommunikation. So ist der stiftungseigene Wissenschafts-Podcast #AskDifferent seit 2020 auf Sendung, der Personen und Arbeitsfelder, die mit der Stiftung in besonderem Maße verbunden sind, einer breiten Öffentlichkeit bekannt macht. Auch das seit 2015 erscheinende Journal ALBERT beschäftigt sich mit Forschungsschwerpunkten, die die Vielfalt und Komplexität der Berliner Wissenschaftslandschaft widerspiegeln.
Im Rahmen der Wissenschaftskommunikation tritt die Einstein Stiftung Berlin auch als Veranstalterin auf. Sie organisiert die öffentliche Veranstaltungsreihen „Meeting Einstein“ und „Einstein in the dome“ in Kooperation mit dem Planetarium Berlin.

### Vorstand
Gemäß ihrer Satzung steht der Stiftung ein Vorstand vor. Die Amtsdauer des Stiftungsvorstandes, der die Rolle einer rechtlichen Vertretung einnimmt, beträgt vier Jahre. Seit September 2021 ist Martin Rennert amtierender Vorstandsvorsitzender. Christoph Markschies kommt als Präsident der Berlin-Brandenburgische Akademie der Wissenschaften eine Position im Vorstand zu, die er seit Amtsantritt zum 1. Oktober 2020 bekleidet. Weitere Mitglieder des Vorstands sind Dorothea Kübler, Direktorin der Abteilung Verhalten auf Märkten am WZB, und Annette Grüters-Kieslich, Vize-Präsidentin der ALLEA.

## Förderung
Antragsberechtigte Einrichtungen sind die Freie Universität Berlin, die Humboldt-Universität zu Berlin, die Technische Universität Berlin und die Universität der Künste Berlin sowie die Charité – Universitätsmedizin Berlin. Als Kooperationspartner der antragsberechtigten Einrichtungen können die öffentlich grundfinanzierten Forschungseinrichtungen in Berlin gefördert werden. Dazu zählen vor allem: Institute der Fraunhofer-Gesellschaft, der Helmholtz-Gemeinschaft, der Leibniz-Gemeinschaft und der Max-Planck-Gesellschaft. Auch die Hebräische Universität Jerusalem gilt als Kooperationspartnerin, da sie das Erbe von Albert Einstein bewahrt und in Gremien mitwirkt.
Die Einstein Stiftung Berlin bietet Förderprogramme für verschiedene Karrierestufen an, darunter Professuren, Visiting Fellows und so genannte Starting Researchers. Weiterhin unterstützte die Einstein Stiftung Berlin im Jahr 2023 19 ausländische Wissenschaftler und Wissenschaftlerinnen im Rahmen des Programms zur Förderung der Wissenschaftsfreiheit, die in ihren Heimatländern eine Einschränkung ihrer Wissenschaftsfreiheit erfahren oder anderweitig gefährdet sind.

### Kooperation mit der Berlin University Alliance
Die Kooperation zwischen der Einstein Stiftung Berlin und der Berlin University Alliance (BUA) bringt Programme wie das Einstein BUA/Oxford Visiting Fellow-Programm hervor. Dieses ermöglicht Gastwissenschaftlern der University of Oxford, sich in Berliner Forschungsverbünden zu engagieren. Zusätzlich stärkt die Einstein-BUA-Profil-Professur die Kompetenzen der BUA in den definierten Grand Challenges durch die Berufung von Professoren und Professorinnen. Die Förderung von Einstein Research Units durch die Einstein Stiftung unterstützt ebenfalls die Bearbeitung von wissenschaftlich und gesellschaftlich relevanten Themen innerhalb der Grand Challenges.

## Einstein-Zentren

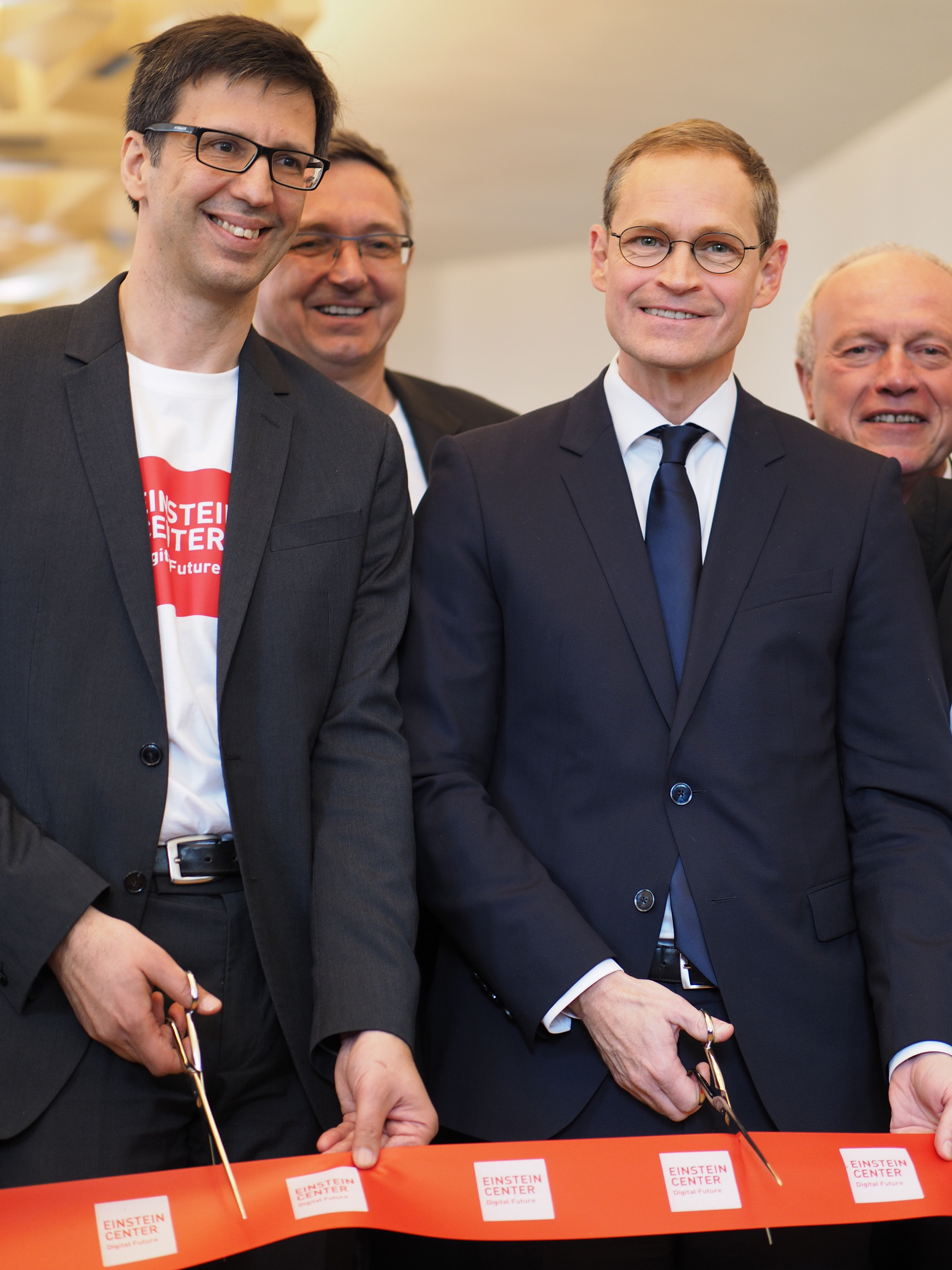
Der Vorstandssprecher des Einstein-Zentrums Digitale Zukunft, Odej Kao (links), und der Regierende Bürgermeister von Berlin, Michael Müller (rechts), bei der Einweihung.

Berliner Forschende unterschiedlicher Einrichtungen können sich zu einem „Einstein-Zentrum“ zusammenschließen, um institutionenübergreifende Forschungs- und Lehrnetzwerke aufzubauen. Das erste Einstein-Zentrum ging 2014 an den Start: Das DFG-Forschungszentrum Matheon, die Berlin Mathematical School und das Deutsche Zentrum für Lehrerbildung Mathematik gründeten zusammen das Einstein-Zentrum für Mathematik „ECMath“. Stand 2024 gibt es sieben Einstein-Zentren in Berlin:
- Einstein-Zentrum Chronoi (EC-C)[9]
- Einstein-Zentrum Digitale Zukunft (ECDF)[10]
- Einstein-Zentrum für Katalyse (ECCat)[11]
- Einstein-Zentrum für Mathematik Berlin (ECMath)[12]
- Einstein-Zentrum für Neurowissenschaften Berlin (ECN)[13]
- Einstein-Zentrum 3R
- Einstein-Zentrum Population Diversity (ECPD)

## Einstein Foundation Award
Im Jahr 2021 hat die Einstein Stiftung den Einstein Foundation Award for Promoting Quality in Research ins Leben gerufen. Seitdem zeichnet die Stiftung jährlich Beiträge aus, die die Validität von Forschung und Wissenschaft grundsätzlich steigern und dadurch deren gesellschaftlichen Nutzen maßgeblich fördern. Weltweit freien Zugang zu Forschung zu ermöglichen (Open Science), gleichberechtigte internationale Kooperationen aufzubauen (Big Team Science) oder auch das Engagement für hohe ethische Standards in der Forschung sind nur einige Facetten preiswürdiger Aktivitäten.
Der mit insgesamt 500.000 Euro dotierte Preis wird von der Einstein Stiftung Berlin zusammen mit dem QUEST Center for Responsible Research am Berlin Institute of Health in der Charité (BIH) in drei Kategorien verliehen: Mit jeweils 200.000 Euro zeichnet der „Individual Award“ Forschende oder kleine Forschungsgruppen aus und der „Institutional Award“ Organisationen und wissenschaftliche Einrichtungen. Der „Early Career Award“ prämiert innovative Ideen von Wissenschaftlern am Anfang ihrer Karriere mit 100.000 Euro.
Der Einstein Foundation Award wird von der Damp-Stiftung über einen Zeitraum von zehn Jahren finanziert und zusätzlich vom Land Berlin gefördert. Die Verlage Nature Portfolio und Public Library of Science (PLOS) sowie die Max-Planck-Förderstiftung und die Berlin University Alliance unterstützen die Einstein Stiftung Berlin bei der internationalen Etablierung und Umsetzung des Preises.
Gewinner des Einstein Foundation Award
- 2023: Yves Moreau (Individual Award), Berkeley Initiative for Transparency in the Social Sciences (Institutional Award), Responsible Research Assessment/Anne Gärtner (Early Career Award)
- 2022: Gordon Guyatt (Individual Award), Psychological Science Accelerator (Institutional Award), Ape Research Index (Early Career Award)
- 2021: Paul Ginsparg (Individual Award), Center for Open Science (Institutional Award), ManyBabies 5 (Early Career Award)